# Dümmen Orange
Dümmen Orange ist das weltgrößte Züchtungs- und Vermehrungsunternehmen für Schnittblumen, Blumenzwiebeln, tropische Pflanzen, Topf- und Beetpflanzen sowie Stauden. Dümmen Orange verfügt über ein umfangreiches Netzwerk für Marketing und Verkauf sowie ein breitgefächertes Netz von Produktionsstandorten und ein erstklassiges F&E-Team, das innovative Produkte mit Mehrwert für die Kunden entwickelt. Der Schlüssel zum Erfolg von Dümmen Orange liegt in dem breiten und tiefen Produktsortiment, unterstützt durch eine weltweite Lieferkette. Dümmen Orange hat mehrere Tochterunternehmen, die weltweit tätig sind.

## Geschichte
Dümmen Orange ist ein niederländisches Züchtungs- und Vermehrungsunternehmen auf dem Gebiet der Schnittblumen, Topfpflanzen, Blumenzwiebeln, tropische Pflanzen, Beetpflanzen und Stauden. Es geht auf die niederländische Agribio (vormals Fides), die deutsche Dümmen aus Rheinberg und die Züchtungssparte der japanischen Kirin Beer zurück.  2013 fusionierten Dümmen und die Agribio Group. Das Unternehmen trat anschließend als DNA Green Group auf. Im Jahr 2015 folgte die Umbenennung und Markenvereinheitlichung auf „Dümmen Orange“. Ende 2015 wurde Dümmen Orange von den damaligen Eigentümern (H2 Equity Partners und Familie Dümmen) an BC Partners verkauft.